# ورد وبري
ورد وبري (الاسم العلمي:Rosa villosa) هو نوع من النباتات يتبع جنس الورد من الفصيلة الوردية.